# 2627 Churyumov
2627 Churyumov је астероид главног астероидног појаса чија средња удаљеност од Сунца износи 3,104 астрономских јединица (АЈ).
Апсолутна магнитуда астероида је 12,0.